# Národní program reforem České republiky
Národní program reforem každoročně schvalují vlády zemí EU a také Vláda České republiky. Dokument popisuje opatření, jejichž cílem je hospodářský rozvoj ČR a jeho dlouhodobá udržitelnost.
Národní program reforem je mimo jiné reakcí na každoroční klíčové analytické dokumenty Evropské komise vydané v rámci evropského semestru: Strategii pro udržitelný růst a Zprávu o ČR.
Schválený Národní program reforem pro daný rok je zaslán pro informaci Evropské komisi, která na jeho základě navrhne nová specifická doporučení (tzv. Country Specific Recommendations) pro ČR.  

## Evropský semestr
Evropský semestr představuje cyklus koordinace hospodářských a fiskálních politik v rámci Evropské unie. Zaveden byl v roce 2010 a jeho hlavním cílem je přispět k zajištění stability a konvergence EU a dobrého stavu veřejných financí.

## Doporučení pro ČR
Obsah doporučení pro ČR v roce 2020 byl významně ovlivněn probíhající pandemií covidu-19, která si např. vynutila aktivaci obecné únikové doložky v rámci Paktu o stabilitě a růstu. Pro ČR byla na rok 2020 Radou EU schválena celkem tři doporučení:
1. Přijmout veškerá nutná opatření k účinnému řešení pandemie. Zajistit odolnost systému zdravotní péče, posílit dostupnost zdravotnických pracovníků, primární péči a integraci péče a zavést služby elektronického zdravotnictví.
2. Podporovat zaměstnanost aktivními politikami na trhu práce, poskytováním dovedností (včetně digitálních dovedností) a přístupem k digitálnímu učení.
3. Podpořit malé a střední podniky větším využíváním finančních nástrojů k zajištění podpory likvidity, snížením administrativní zátěže a zlepšením elektronické veřejné správy.

Reformy a investice vlády, které reflektují doporučení EU byly zahrnuty do tzv. Národního plánu obnovy připraveného ministerstvem průmyslu a obchodu a tak získaly významný zdroj financování (Recovery and Resilience Facility, RRF). Česko má podle plánu obnovy získat z evropských zdrojů 172 miliard korun v grantech, další finance by si mohlo z evropského rozpočtu půjčit. Plán obnovy zatím počítá s využitím 225 miliard korun. Očekává se, že ladění plánů potrvá několik měsíců, finální verzi musí Česko zaslat Komisi do konce dubna 2021. Teprve po jejím souhlasu může začít finance čerpat.